# (300091) 2006 UT237
(300091) 2006 UT237 es un asteroide perteneciente al cinturón de asteroides, descubierto el 23 de octubre de 2006 por el equipo del Spacewatch desde el Observatorio Nacional de Kitt Peak, Arizona, Estados Unidos.

## Designación y nombre
Designado provisionalmente como 2006 UT237.

## Características orbitales
2006 UT237 está situado a una distancia media del Sol de 3,136 ua, pudiendo alejarse hasta 3,462 ua y acercarse hasta 2,810 ua. Su excentricidad es 0,103 y la inclinación orbital 10,84 grados. Emplea 2029,14 días en completar una órbita alrededor del Sol.

## Características físicas
La magnitud absoluta de 2006 UT237 es 16,2.